# Lil' Kim
Kimberly Denise Jones (født 11. juli 1974), bedre kendt som Lil' Kim og med øgenavnet Queen Bee, er en amerikansk rapper.
I 2002 modtog hun en Grammy Award sammen med Christina Aguilera, Mýa og Pink for covernummeret "Lady Marmalade" fra 2001.
Fra september 2005 afsonede hun i fængslet Federal Detention Center (FDC) i Philadelphia i Pennsylvania en straf på et år og en dag for falsk vidneforklaring. Hun blev løsladt den 3. juli 2006.